# Eustache d'Abrichecourt
Eustache d'Abrichecourt, de la famille d'Auberchicourt, (né vers 1334 sans doute à Bugnicourt- mort vers 1373 en Normandie) est un chevalier français qui s'est engagé au service des Anglais au cours de la guerre de Cent Ans.

## Famille
Il est le frère cadet de Sanchet d'Abrichecourt (né en 1330 à Bugnicourt et mort en 1349), l’un des membres fondateurs de l'ordre de la Jarretière en 1348, ordre établi au château de Windsor. Sanchet en est le 25e membre.

## Service au cours de la guerre de Cent Ans
Il est sous le commandement d'Édouard de Woodstock, fils aîné d'Édouard III, au cours de la chevauchée du Prince Noir de 1355. Il participe à la bataille de Poitiers en 1356, où il est quelque temps fait prisonnier. Il commande ainsi les troupes anglo-gasconnes devant Carcassonne.
La guerre de Cent ans connaissant alors une période plus calme, Eustache d'Auberchicourt est retrouvé, entre 1356 et 1359, en Champagne, où il guerroie à la fois pour son propre compte et dans l'intérêt des Anglais, tenant dix à douze forteresses ou cités (Nogent-sur-Seine, Arcis-sur-Aube, etc.) en ayant son "quartier général" à Pont-sur-Seine. Il s'enrichit par la conquête des pays et des villes, également en faisant des prisonniers, exigeant des rançons, et acquiert ainsi gloire et profit. Le 23 juin 1359, Eustache commande l'armée des Anglo-Navarrais qui est défaite par l'évêque de Troyes Henri de Poitiers près de Nogent-sur-Seine.
Lorsque le conflit entre la France et l'Angleterre marque un temps de répit, il combat au service de Charles II de Navarre ou Charles le Mauvais, ou combat pour son propre compte en tant que capitaine d'une compagnie d'écorcheurs. Il acquiert dans ces différents combats gloire et richesses grâce aux rançons obtenues pour relâcher ses prisonniers.
Eustache d'Auberchicourt redevient chef de bandes après 1359. Il s'installe dans le comté de Rethel à Attigny, et de là parcourt et pille la Champagne allant jusqu'à proximité de Laon (Épernay, Vertus, Château-Thierry, La Ferté-Milon, etc.). Le traité de Brétigny en mai 1360 met fin à ces expéditions, les Anglais et leurs alliés doivent quitter la Champagne. Eustache réussit à vendre plusieurs de ses possessions au comte de Rethel (Louis II de Flandre dit Louis de Male) et au comte de Bar (Robert Ier de Bar).
Il part en Normandie tenir garnison à Carentan pour le compte de Charles le Mauvais, s'y livre à nouveau à des pillages. Il fait partie des signataires en octobre 1360 à Calais de la confirmation du traité de Brétigny.
En 1362, il est nommé gouverneur de Mons. En 1364, il est désigné capitaine de Bouchain. En 1369, il chevauche en Agenais et passe par l'Anjou. Eustache assiège Limoges en mai 1370 avec les Anglais, puis le château de Rochechouart. La même année, il est fait prisonnier par les Français et mis en rançon pour 12 000 francs. Une fois cette rançon payée, Eustache entre au service du roi Charles II de Navarre.
Il meurt vers 1373 en Normandie après une vie de batailles et de pillages.

## Mariage
Eustache épouse en 1360 Isabelle de Juliers († en 1411), fille de Guillaume V de Juliers, qui était auparavant mariée à Jean de Kent.